# Carmen Miranda
María do Carmo Miranda da Cunha (Marco de Canaveses, 9 de febrero de 1909-Beverly Hills, 5 de agosto de 1955), más conocida como Carmen Miranda, fue una cantante de samba y actriz lusobrasileña famosa durante los años 1930, 1940 y 1950. Destacada en la época de oro de Hollywood.
Comenzó su carrera como cantante a finales de 1920. El primer gran éxito vino con Pra Você Gostar De Mim (Ta-hi!), escrita por Joubert de Carvalho, lanzado en 1930 y que fue récord de ventas, superando la marca de 36 000 copias. La canción alcanzó una popularidad tan grande que, en menos de seis meses, Carmen Miranda ya era la más famosa cantante en Brasil. El año siguiente viajó al extranjero por primera vez como una artista de renombre, cuando se fue a Argentina con los cantantes Francisco Alves, Mário Reis y el mandolina Luperce Miranda. Miranda regresó a Argentina en más de ocho ocasiones, entre los años 1933 y 1938. Pronto se convirtió en el primer artista en firmar un contrato de trabajo con una emisora de radio en Brasil.
En 1939, en la comedia musical Banana da Terra, Carmen Miranda apareció por primera vez caracterizada de baiana, personaje que la lanzó internacionalmente a la fama. La película contó con clásicos como O que é que a baiana tem?. En febrero de 1939, mientras estaba en el Casino da Urca, Carmen fue vista por el magnate de show business Lee Shubert que la contrató para ser una de las atracciones de su espectáculo The Streets of Paris, que estrenaría en Broadway. Este fue el episodio que transformó la vida de quien más tarde sería conocida como la bomba brasileña.
En 1940, Miranda hizo su debut en el cine estadounidense en la película Down Argentine Way, con Don Ameche y Betty Grable; sus ropas exóticas y acento brasileño se convirtieron en su marca registrada. Ese mismo año fue elegida la tercera personalidad más popular en Estados Unidos y fue invitada a actuar con su grupo, el Bando da Lua, para el presidente Franklin Roosevelt en la Casa Blanca.
En 1945, Carmen Miranda se convirtió en la mujer mejor pagada en los Estados Unidos.
Ella hizo un total de 14 películas en Hollywood entre 1940 y 1953. Aunque aclamada como una artista con talento, su popularidad disminuyó desde el final de la Segunda Guerra Mundial. Este talento como cantante e intérprete, sin embargo, muchas veces fue ensombrecido por el carácter exótico de sus presentaciones. Carmen trató de reconstruir su identidad y escapar de los personajes folclóricos que sus productores y la industria le imponían, pero sin conseguir grandes avances. De hecho, pese a todos los estereotipos a los que se enfrentó a lo largo de su carrera, sus performances hicieron grandes avances en la popularización de la música brasileña, y al mismo tiempo abrió el camino para una mayor conciencia de la cultura latina.
Carmen Miranda fue la primera estrella latinoamericana en ser invitada a imprimir sus manos y pies en el patio del Grauman's Chinese Theatre en 1941. También se convirtió en la primera persona sudamericana en ser honrada con una estrella en el Paseo de la Fama y es considera la precursora del Tropicalismo en Brasil, el movimiento cultural de la década de 1960.
En 20 años de carrera dejó a su voz grabada en 279 grabaciones en Brasil y más 34 en los Estados Unidos, con un total de 313 grabaciones. Un museo se construyó más tarde, en Río de Janeiro, en su homenaje. En 1995, ella fue tema del documental premiado Carmen Miranda: Bananas is my Business, dirigida por Helena Solberg. Una intersección entre la Hollywood Boulevard y Orange Drive frente al Chinese Theatre en Hollywood fue oficialmente nombrada Carmen Miranda Square en septiembre de 1998. Hasta hoy, ningún artista brasileño tuvo tanto reconocimiento internacional como ella.

## Biografía

### Niñez e inicios artísticos
Carmen Miranda nació bajo el nombre Maria do Carmo Miranda da Cunha en Várzea da Ovelha e Aliviada, un pueblo en el norte del municipio portugués de Marco de Canaveses. Fue la segunda hija de José María Pinto da Cunha (1887-1938) y María Emilia Miranda (1886-1971). En 1909 cuando tenía diez meses de edad, su padre emigró solo a Brasil y se estableció en Río de Janeiro, donde abrió una barbería. Su madre lo siguió en 1910 con sus hijas Olinda (1907-1931) y Maria do Carmo. Maria do Carmo, más tarde Carmen, nunca regresó a Portugal, pero conservó su nacionalidad portuguesa. En Brasil, sus padres tuvieron cuatro hijos más: Amaro (1912-1988), Cecilia (1913-2011), Aurora (1915-2005) y Oscar (1916).
Fue bautizada Carmen por su padre a causa de su amor por la ópera, en honor a la obra de Georges Bizet, Carmen. Esta pasión por la ópera influyó en sus hijos, especialmente en Miranda, quien se interesó por el canto y el baile a una edad temprana. Ella fue a la escuela en el Convento de Santa Teresa de Lisieux. Su padre no aprobaba sus planes para entrar en el espectáculo, pero su madre la apoyó. Miranda había cantado anteriormente en fiestas y festivales en Río.
Su hermana mayor Olinda contrajo tuberculosis y fue enviada a Portugal para el tratamiento. Miranda se puso a trabajar en una tienda a los catorce años para ayudar a pagar los gastos médicos de su hermana. También trabajó en una boutique, donde aprendió a hacer sombreros y posteriormente abrió su propio negocio.
En 1929 fue presentada al compositor Josué de Barros. En el mismo año, grabó con Brunswick Records, una compañía discográfica alemana, sus primeros discos Não Vá Sim'bora y Se O Samba é Moda. Posteriormente, grabó los discos Triste Jandaya y Dona Balbina con el sello RCA Victor. Meses después fueron lanzadas las canciones Barucuntum y Iaiá Ioiô.

### Consagración nacional

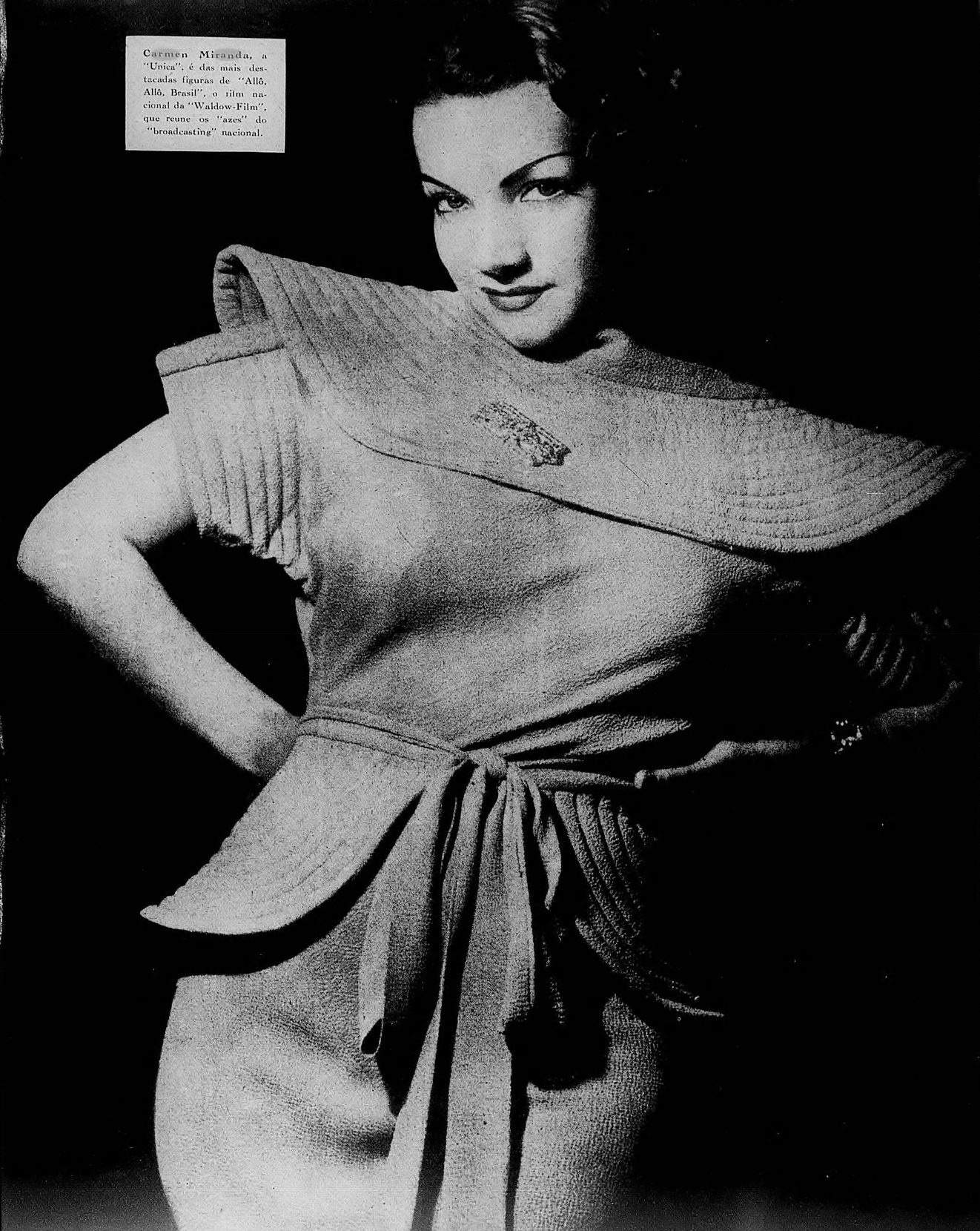
Carmen Miranda en una foto publicitaria para la revista brasileña A Scena Muda, el 2 de febrero de 1935.

En 1930, el famoso compositor y médico Joubert de Carvalho escribió para Carmen el tema «Pra Você Gostar de Mim». La canción fue un éxito y el álbum vendió 35 000 copias en el año de lanzamiento, un récord para la época. Tiempo después, Carmen Miranda fue aclamada por la crítica como la mejor cantante de Brasil.
En noviembre de ese año, Miranda negoció un contrato de grabación con RCA Victor, la filial brasileña del conglomerado musical estadounidense. En 1933, pasó a firmar un contrato de dos años con Rádio Mayrink Veiga, la estación más popular en la década de los 30, convirtiéndose en la primera cantante de contrato en la historia de la industria de radio de Brasil (aunque por un año, 1937 se mudó a Radio Tupi). Posteriormente firmó un contrato con la discográfica RCA Records.
En 1933, Aurora Miranda, su hermana menor, comenzó su carrera como cantante. Al año siguiente se presentó como artista invitada en la Radio Belgrano de Buenos Aires.
En 1935, firmó un contrato con Odeon, lo que dio lugar a una serie de éxitos, muchos de los cuales se convirtieron en clásicos de la música brasileña.

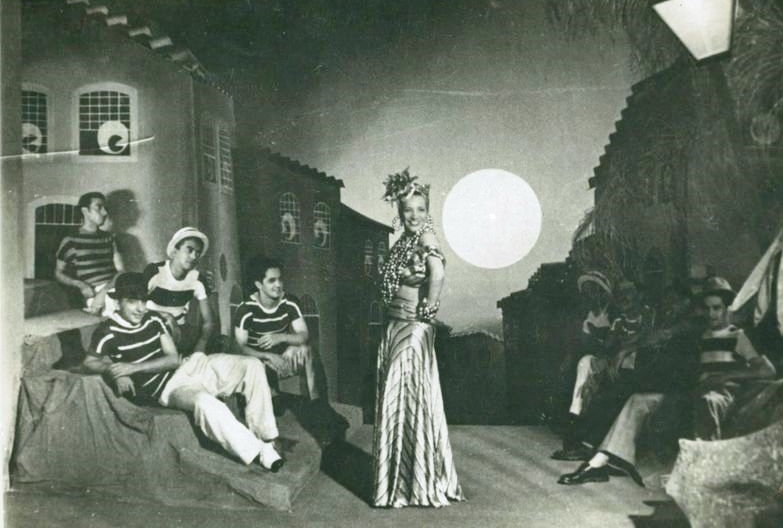
Carmen Miranda vestida como baiana en una escena de la película Banana da Terra de 1939.

Su debut en el cine fue en 1932 con la película O Carnaval Cantado de 1932, y al año siguiente participó en A Voz do Carnaval. Actuó en otras producciones, como Alô, Alô, Brasil (1935), Estudantes (1935), Alô, Alô, Carnaval (1936) y Banana da Terra (1939), su última película en Brasil.
La artista llegó a ser llamada la pequeña notable (A Pequena Notável), un apodo dado por César Ladeira, famoso locutor. Durante este periodo reafirmó su condición de artista mejor pagada de la radio brasileña. Casi todas sus películas musicales tenían como tema Brasil y el carnaval, pero fue en la Banana da Terra de 1939, que estableció el estilo que consagró a Carmen Miranda en todo el mundo. La cantante apareció interpretando  O Que é que a Baiana Tem?, usando las famosas ropas de baiana, con los turbantes, las sandalias de plataforma y numerosos collares y pulseras.
En los días anteriores al carnaval de 1939, Carmen Miranda hizo una presentación en el Cassino da Urca vestida con el traje de baiana acompañada por el grupo Bando da Lua. En la audiencia estaba el productor estadounidense Lee Shubert, propietario de Select Operating Corporation, que dirigía mitad de los teatros de Broadway. El empresario quedó impresionado por su talento y la contrató para su espectáculo The Streets of Paris. La ejecución del contrato no fue inmediata porque la cantante insistió en llevar al grupo musical Bando da Lua, pero Shubert sólo estaba interesado en Miranda . El traspié se resolvió gracias a la intervención de Alzira Vargas, quien aseguró el embarque de los miembros del Bando da Lua. Miranda abordó el barco SS Uruguay el 4 de mayo de 1939, en vísperas de la Segunda Guerra Mundial.

### Consagración en los Estados Unidos: la bomba brasileña

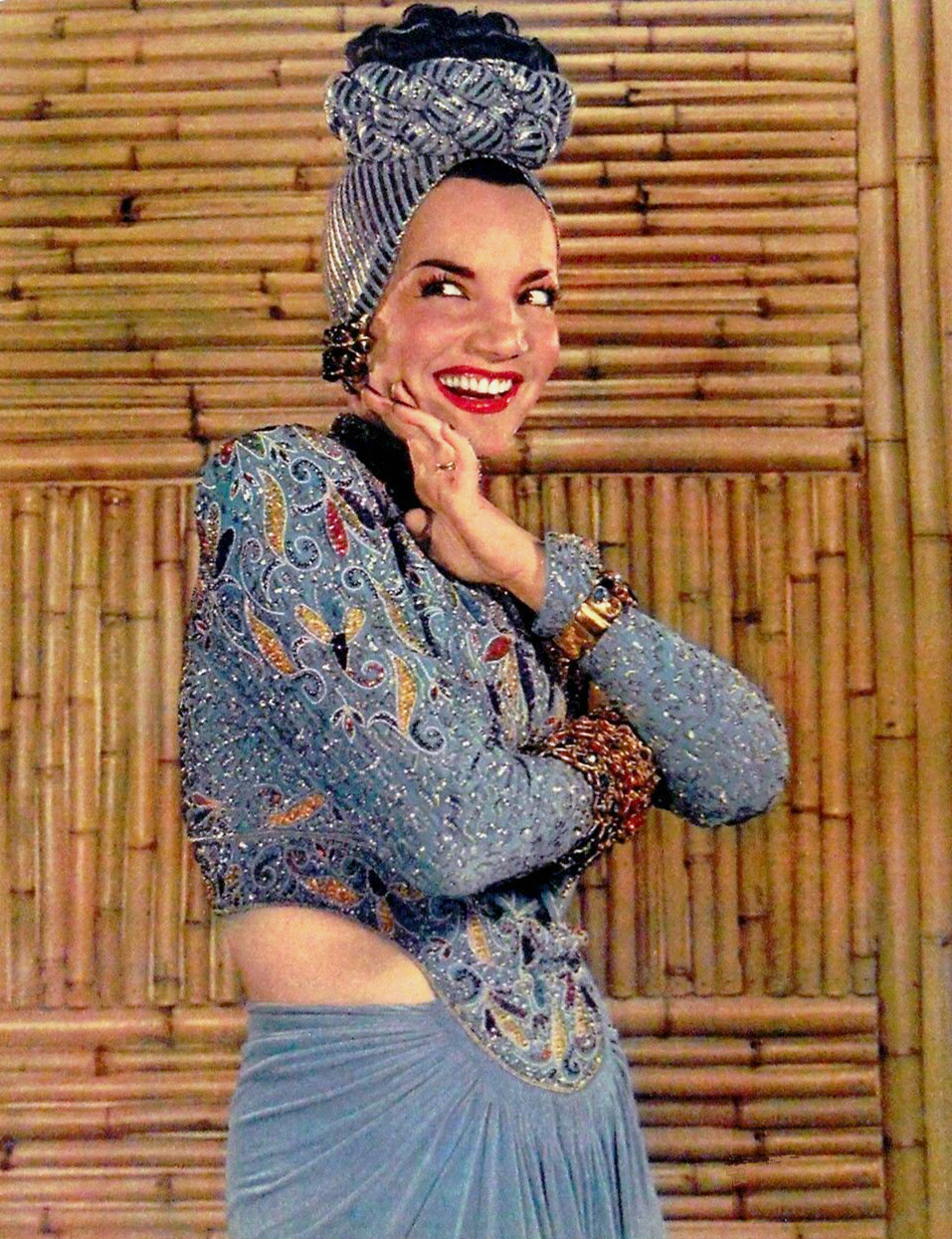
Foto de Carmen Miranda publicada por el New York Sunday News en 1941

Protagonista de una carrera meteórica, Miranda logró una proyección internacional como ningún otro artista en Brasil, primero en Argentina y luego en los Estados Unidos, Europa y en todo el mundo.
En los Estados Unidos, su carrera y su imagen ganaron nuevas connotaciones. Carmen Miranda fue contratada inicialmente para trabajar en Broadway haciendo actuaciones musicales en grandes teatros y clubes nocturnos, y ya en 1940 comenzó a actuar también en la industria del cine. Durante sus presentaciones en el teatro y el cine siempre fue acompañada por la agrupación Bando da Lua. Con las películas de Hollywood, Miranda cimentó su popularidad en el país y se convirtió en una estrella internacional.
El 29 de mayo de 1939 debutó en la revista de musical Streets of Paris con el dúo cómico Abbott y Costello en Boston y luego en Nueva York, con gran éxito de público y crítica. El 5 de marzo de 1940 hizo una presentación ante el presidente Franklin D. Roosevelt durante un banquete en la Casa Blanca. Ese mismo año hizo su primera aparición en el cine estadounidense en la película Down Argentine Way de la 20th Century-Fox, donde Miranda solamente cantó. La película se estrenó en octubre de ese año y fue bien recibido por el público y fue nominada a tres premios Óscar.
En 1941 protagonizó, junto con Alice Faye y Don Ameche, la película That Night in Rio, dirigida por Irving Cummings. La película recibió críticas positivas de la prensa estadounidense; The Hollywood Reporter señaló que «la actuación de Miranda es animada, caliente y tormentosa». Para el Daily Mirror, los «labios aparentemente exóticos de Carmen Miranda son tan fascinantes como las manos».
Su siguiente película, A La Habana me voy, le dio un papel aún mayor junto a Alice Faye, John Payne y Cesar Romero. En 1942 protagonizó junto con Betty Grable Secretaria brasileña, película que recaudó dos millones de dólares solamente en los Estados Unidos. Miranda junto con Grable y Dick Powell participaron en el programa Lux Radio Theatre en 1944 por el CBS Radio.

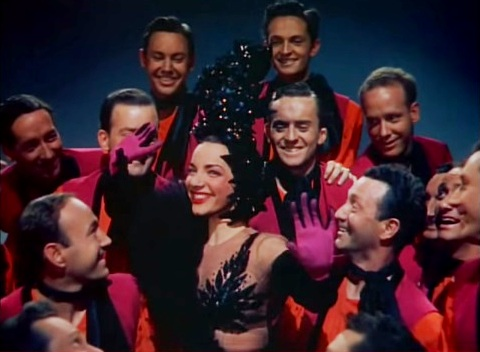
Carmen Miranda en una escena de la película Greenwich Village

The Gang's All Here de 1943 es considerado por muchos el trabajo principal de su carrera y la obra máxima del director musical Busby Berkeley. La película recibió críticas positivas tras su debut, con la excepción de la que aparece en The New York Times, y recibió una nominación al Oscar a la mejor dirección de arte.
Miranda también participó de una serie de películas publicitarias sobre la Segunda Guerra Mundial, como Four Jills in a Jeep y Something for the Boys.
En 1945, Carmen Miranda era la mujer mejor pagada en los Estados Unidos, de acuerdo con el Departamento del Tesoro de Estados Unidos, ganando más de 200 000 dólares al año. La Política de buena vecindad, implementada por el gobierno estadounidense en busca de aliados en la guerra, alentó la inmigración de artistas latinoamericanos. Aunque había obtenido éxito en los Estados Unidos mucho antes de la implementación de esta política (el personaje Zé Carioca de Walt Disney esta mucho más asociado a ella), Carmen Miranda se convirtió en el modelo más exitoso del proyecto.
La imagen de la cantante fabricada por las películas de 20th Century Fox acabó creando un inconveniente para sí misma, ya que se dio cuenta de que estaría asociada siempre a la imagen de la bomba brasileña. En los proyectos del estudio, Miranda estaba obligada a forzar un acento latino caricaturesco, a pesar de que podía hablar inglés perfectamente. Su inglés era visto como una demostración de su ignorancia, noción que fue inmortalizada en canciones como «Bananas is my business». Sin desanimarse, la cantante compró su contrato con Fox por $ 75 000 en 1946. Carmen Miranda estaba dispuesta a romper con el estereotipo con el fin de cambiar su imagen y asumir diferentes personajes en el cine.

### Vida personal

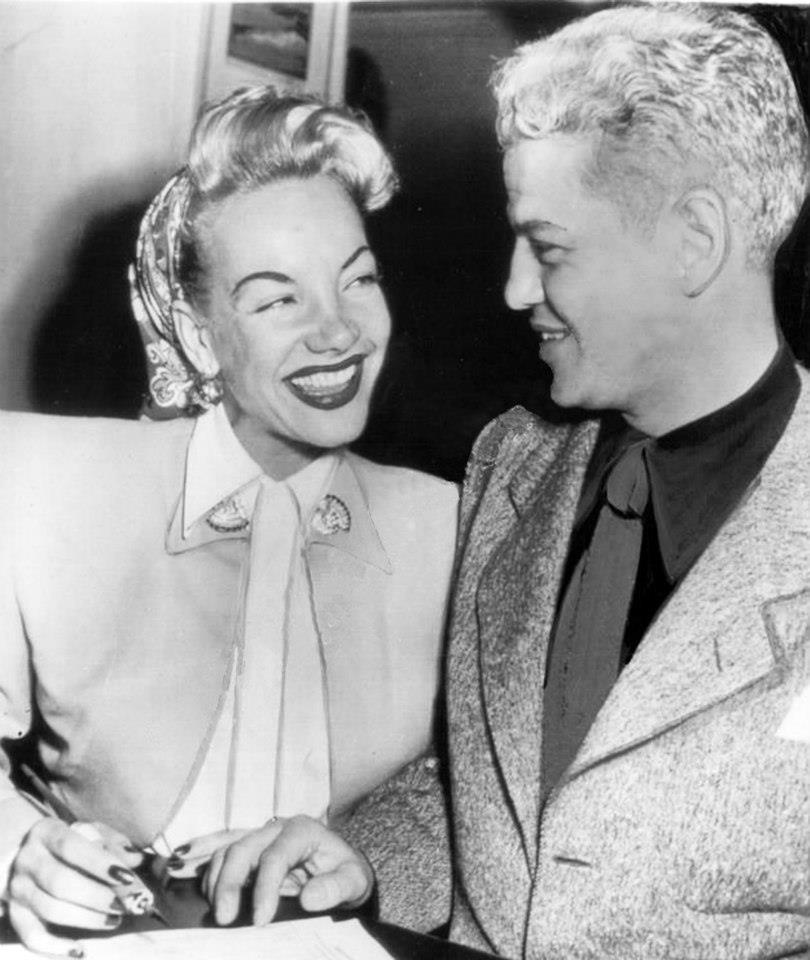
Carmen Miranda junto con su esposo, David Sebastian

Durante el rodaje de Copacabana, Carmen conoció al estadounidense David Sebastian, director de los estudios de cine Columbia Pictures. La pareja contrajo matrimonio el 17 de marzo de 1947, en una ceremonia sencilla. Al año siguiente de su matrimonio, Carmen quedó embarazada. Cuando viajó a Nueva York, se sintió enferma y tuvo un aborto involuntario. Debido a los medicamentos que estaba tomando, tanto para dormir (barbitúricos) como para mantenerse despierta (anfetaminas), a su vez mezclados con alcohol, comenzó a tener problemas de salud.
El 3 de diciembre de 1954, Carmen volvió a Brasil después de una ausencia de 14 años para cuidar de su salud. La cantante permaneció durante cuatro meses en una suite del hotel Copacabana Palace.

### Muerte
Miranda murió de un infarto cardíaco tras una aparición en el programa de televisión The Jimmy Durante Show. Tras completar un número artístico, la cantante sufrió un pequeño infarto. Jimmy Durante estaba a su lado y la ayudó a mantenerse en pie. Miranda sonrió, saludó al público y salió del escenario por última vez. Murió a la mañana siguiente del 5 de agosto de 1955, a la edad de 46 años.
La causa oficial de su muerte, según su certificado de defunción, fue toxemia (toxinas en la sangre). Su cuerpo fue trasladado a Brasil y el Gobierno del país declaró un período de luto. Fue enterrada en el cementerio de São João Batista en Río de Janeiro, Brasil.

## Tributos

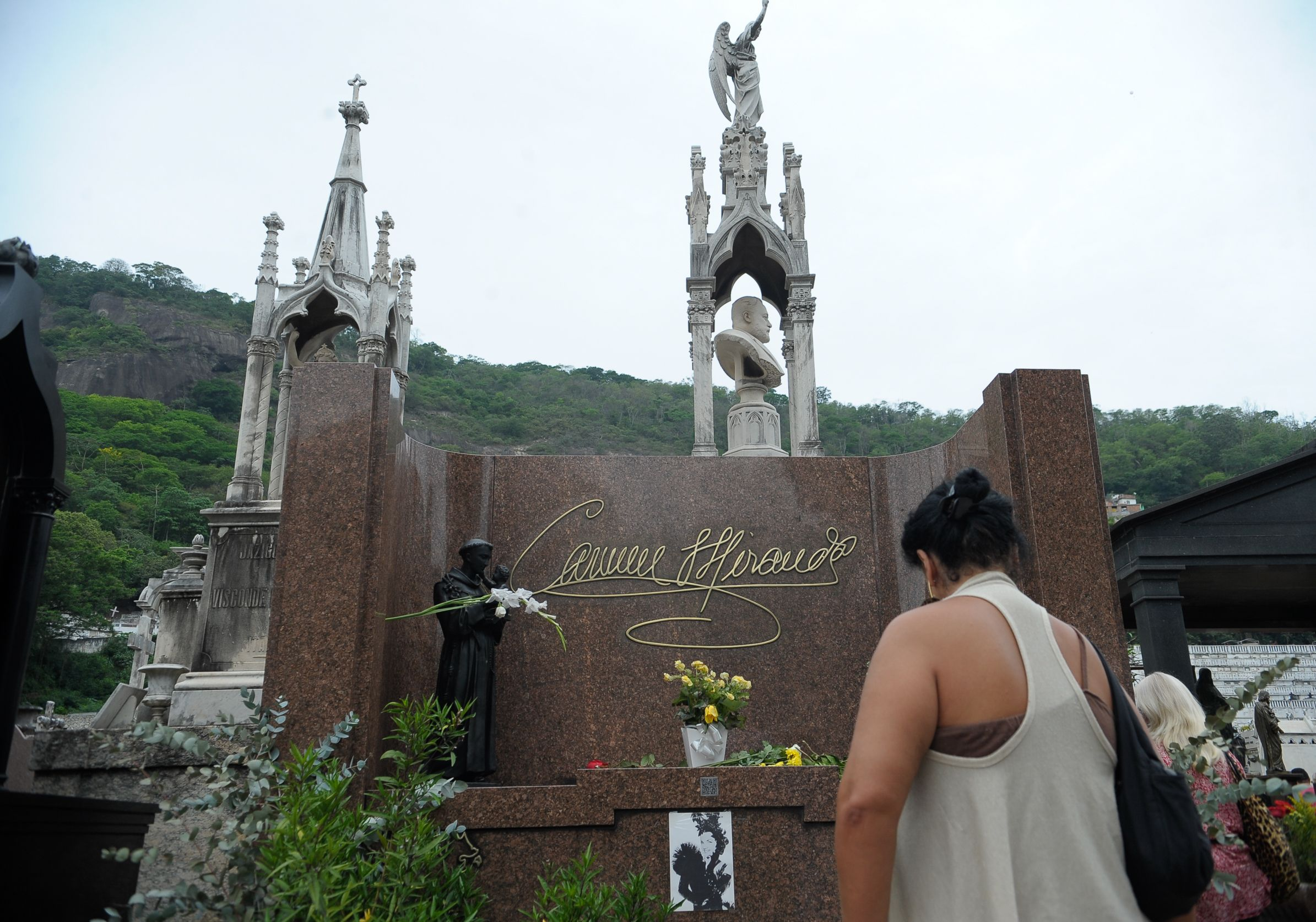
Sepultura de Carmen Miranda en el Cemitério de São João Batista, en Río de Janeiro.

Por su trabajo en el cine estadounidense, Carmen Miranda recibió una estrella en el Paseo de la Fama de Hollywood en 6262 Hollywood Boulevard.
Helena Solberg hizo un documental de su vida, Carmen Miranda: Bananas Is My Business en 1995.
El famoso sombrero de frutas de Carmen es conocido a lo largo del mundo. Su imagen fue satirizada, y su estilo es popular entre drag queens. Su imagen además fue utilizada en dibujos animados como Tom y Jerry, Popeye y Looney Tunes. El estudio de animación de Warner Brothers parecía estar bastante centrado en la imagen de la actriz; el animador Virgil Ross la usó en el cortometraje Slick Hare, protagonizado por Bugs Bunny, quien escapa de Elmer Gruñón escondiéndose en el sombrero. La MGM también apeló a su figura en otro dibujo animado, Magical Maestro, de Tex Avery, donde el perro Spike queda por un momento vestido como Carmen, cantando «Mamá eu quero».
Recientemente el músico John Cale le rindió homenaje en su último disco Words for the dying a través del tema «El alma de Carmen Miranda».
Tributos musicales y referencias serias son poco frecuentes. El disco Batuque del cantante brasileño Ney Matogrosso presenta varias canciones de Carmen en su propio estilo. Caetano Veloso hizo un tributo a Carmen cuando grabó «Disseram que eu voltei americanizada», así como «Quando penso na bahia» en el disco en vivo Circuladô Vivo, de 1992. Además, analizó su legado en un artículo del New York Times. La banda norteamericana Pink Martini grabó la canción «Tempo perdido» para su disco Hey Eguene! en 2007.
El autor brasileño Ruy Castro escribió una biografía de Carmen Miranda titulada Carmen - Uma Biografia, publicada en 2005 en Brasil.
Los visitantes de Río de Janeiro pueden encontrar un museo dedicado a Carmen Miranda en el barrio Flamengo de la Avenida Rui Barbosa.
El museo incluye varios trajes originales, y escenas de películas. Hay otro museo dedicado a ella en Marco de Canaveses, Portugal, llamado Museu Municipal Carmen Miranda, con varias fotografías y uno de sus famosos sombreros. Fuera del museo hay una estatua de Carmen Miranda.
El 25 de septiembre de 1998, una plaza en Hollywood fue bautizada Carmen Miranda Square en una ceremonia dirigida por Johnny Grant, quien además fue uno de los amigos de la cantante durante el periodo de la Segunda Guerra Mundial. Carmen Miranda Square es una de las doce plazas en Los Ángeles que tienen el nombre de algún artista famoso. La plaza está ubicada en la intersección de Hollywood Boulevard y Orange Drive a través del Grauman's Chinese Theatre.
En 2009, el año del centenario de su nacimiento, la artista fue homenajeada por la Academia Brasileña de Letras, siendo declarada patrimonio de la cultura brasileña.
Carmen Miranda fue una de las homenajeadas en una serie de sellos que se pusieron a la venta en Estados Unidos en 2011. Además de la cantante, otros cuatro gigantes de la música latina aparecen en las imágenes: Tito Puente, Celia Cruz, Selena y Carlos Gardel.
El 9 de febrero de 2017, en el 108.º aniversario de su natalicio, Google homenajeó a Carmen Miranda a través de uno de sus Doodles.

### Museo Carmen Miranda
El Museo Carmen Miranda, ubicado en el Parque Eduardo Gomes (parque del Flamengo), fue creado en homenaje de la cantante y abierto al público desde 1976.

## Filmografía
- A Voz do Carnaval (1933)
- Alô, Alô, Brasil (1935)
- Estudantes (1935)
- Alô Alô Carnaval (1936)
- Banana da Terra (1939)
- Laranja-da-China (1940)
- Down Argentine Way (1940)
- That Night in Rio (1941)

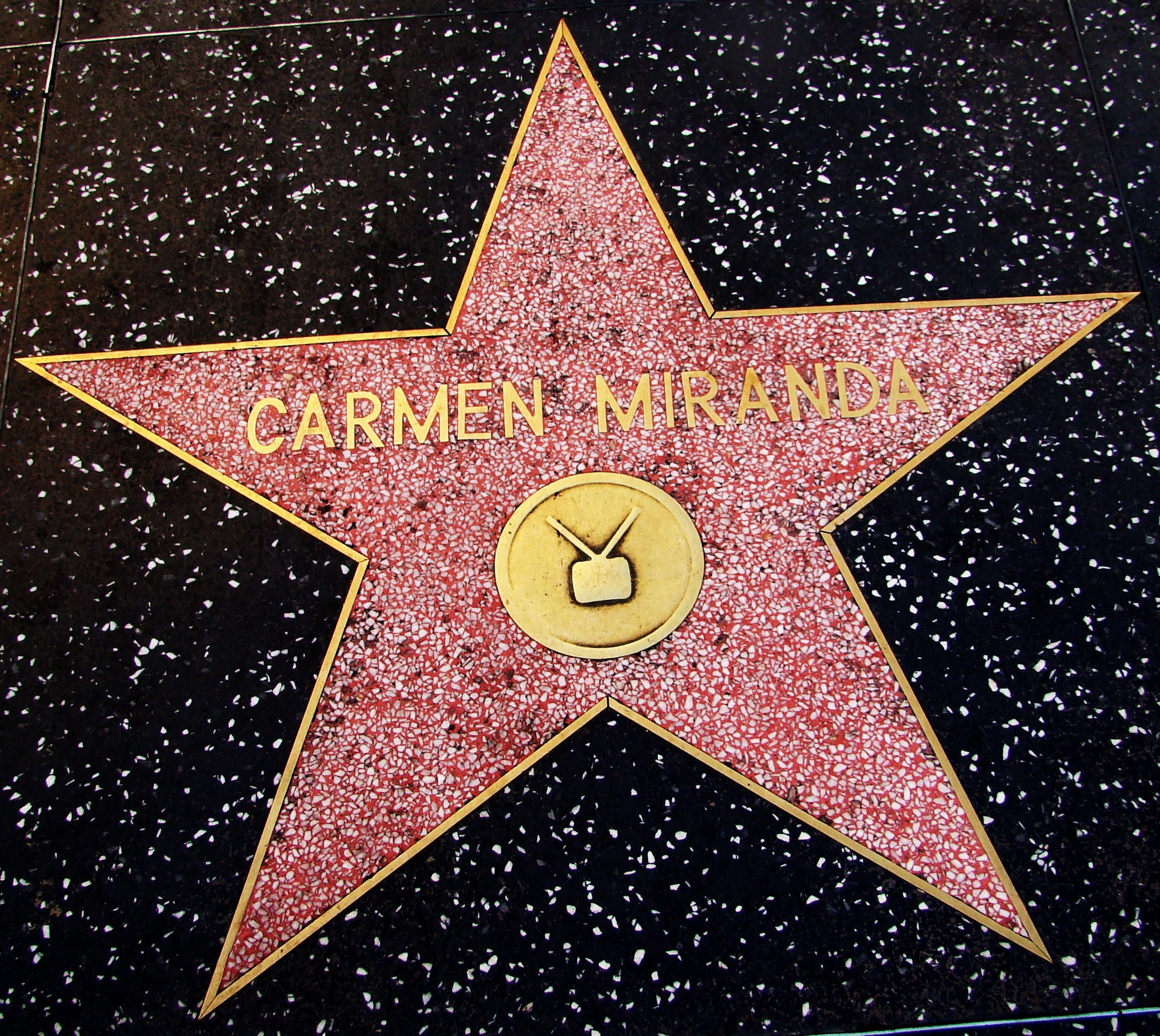
Estrella de Carmen Miranda en Paseo de la Fama de Hollywood

- Meet the Stars: Hollywood Meets the Navy (1941, cortometraje)
- A La Habana me voy (1941)
- It's All True (1942) (documental no finalizado, estrenado en 1993)
- Secretaria brasileña (1942)

- The Gang's All Here (1943)
- Four Jills in a Jeep (1944)
- Greenwich Village (1944)
- Something for the Boys (1944)
- Cara de muñeca (1945)

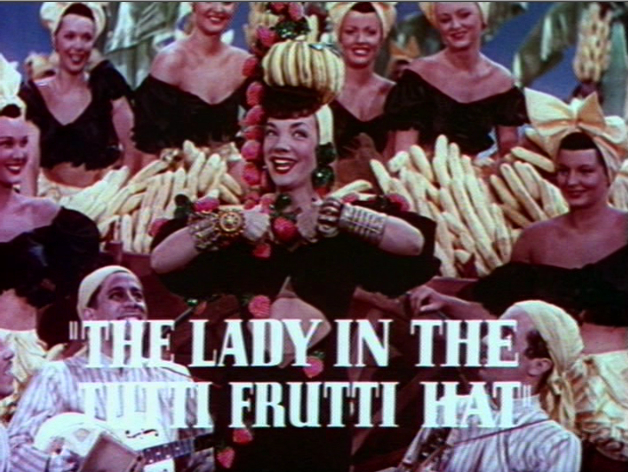
Tráiler de The Gang's All Here

- The All-Star Bond Rally (1945, cortometraje)
- If I'm Lucky (1946)
- Copacabana (1947)
- A Date with Judy (1948)
- Nancy Goes to Rio (1950)
- El castillo maldito (1953)
- Carmen Miranda: Bananas is my Business (1995, documental)